# Nasi goreng

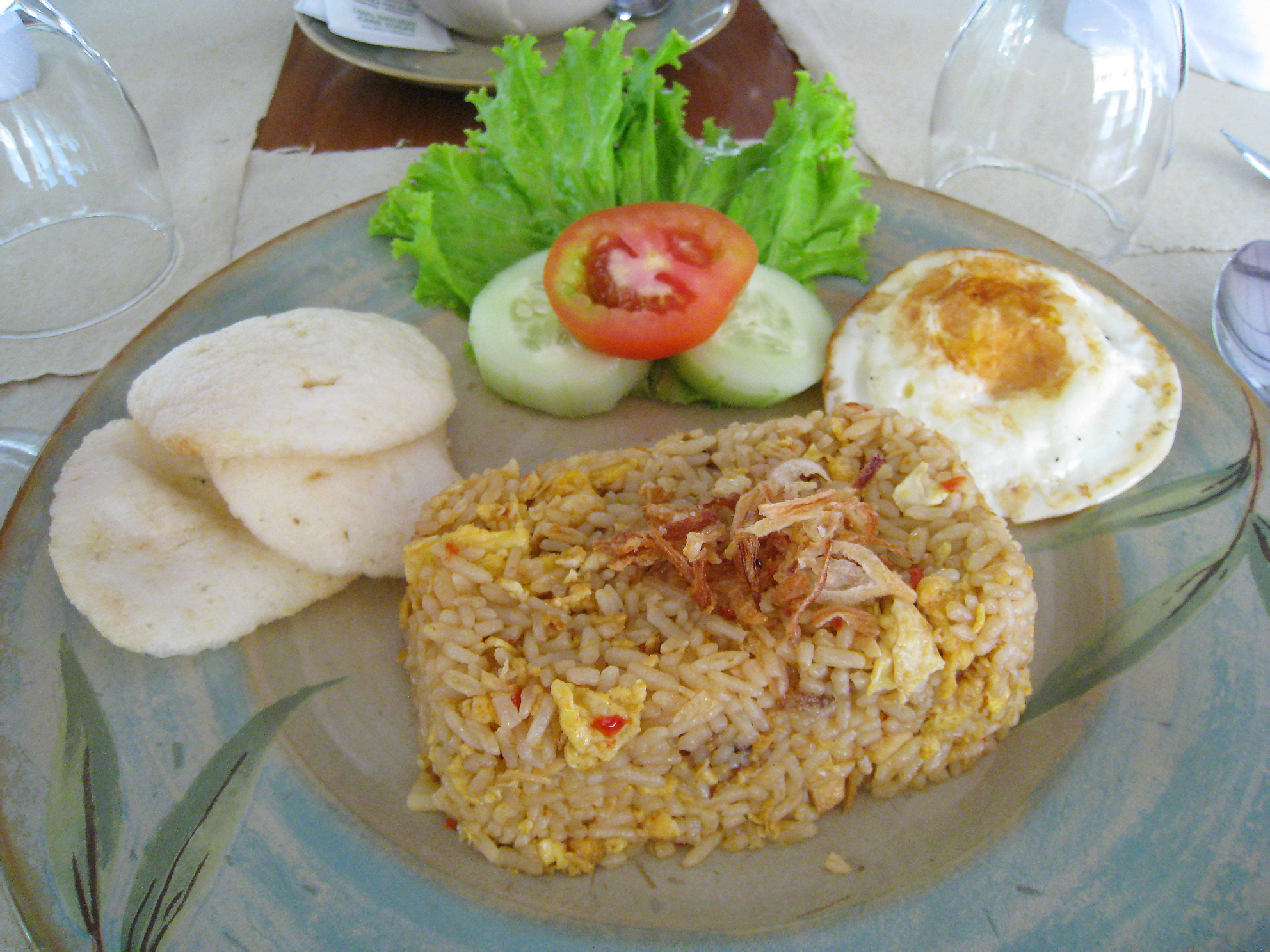
Nasi goreng.

Nasi goreng (SAOL förespråkar särskrivning framför hopskrivning) är en indonesisk och malaysisk risrätt som förutom ris innehåller olika grönsaker och kryddor som exempelvis chili. Rätten serveras ibland med rikligt överhälld sojasås. Nasi goreng betyder "stekt ris" på indonesiska.
Trots att rätten brukar innehålla någon form av sambal är den vanligtvis inte stark i smaken, men kan göras starkare genom att tillsätta hackade chilifrukter. På restaurang kan nasi goreng serveras med räkchips.
I Sverige lanserades rätten under 1970-talet, en tid då många svenskar experimenterade med maten och lät sig influeras av matkulturer i andra länder, och den blev snabbt populär. Nasi goreng brukar i Sverige beskrivas som en indonesisk pyttipanna.

## Varianter
Nasi goreng går att variera mycket. Den kan innehålla kyckling och kallas då nasi goreng ayam eller med exempelvis räkor eller surimi. Man kan även bryna riset i matolja.
Om riset byts ut mot nudlar får man bami goreng eller mee goreng (malajiska).

## Källhänvisningar
1. 1 2  ”Nasi Goreng, Indonesia's Breakfast of Champions” (på engelska). TripSavvy. https://www.tripsavvy.com/nasi-goreng-rice-based-breakfast-1629377. Läst 1 oktober 2020.
2. 1 2 3  ”Nasi goreng – asiatiska pytt i pannan”. Aftonbladet. https://www.aftonbladet.se/a/yvoKXE. Läst 1 oktober 2020.
3. ↑  Frithiof, Lotta (27 maj 2010). ”Det exprimentella 70-talet – Upsala Nya Tidning”. unt.se. Arkiverad från originalet den 5 september 2019. https://web.archive.org/web/20190905073226/https://www.unt.se/mat/det-exprimentella-70-talet-960950.aspx. Läst 1 oktober 2020.
4. ↑  ”Nasi goreng med kyckling” (på svenska). Coop. https://www.coop.se/recept/recept-a-o/n/nasi-goreng-med-kyckling/. Läst 1 oktober 2020.
5. ↑  ”nasi goreng”. Nationalencyklopedin. http://www.ne.se/uppslagsverk/encyklopedi/l%C3%A5ng/nasi-goreng. Läst 3 maj 2016.